# Campionato sudamericano femminile di pallacanestro 1960
L'8º Campionato dell'America Meridionale Femminile di Pallacanestro (noto anche come FIBA South American Championship for Women 1960) si è svolto dal 19 novembre al 5 dicembre 1960 a Santiago, in Cile. Il torneo è stato vinto dalla nazionale cilena.

## Squadre partecipanti
- Argentina
- Brasile
- Cile
- Paraguay
- Perù

## Classifica finale
| Pos | Squadra   | V-P |
| --- | --------- | --- |
|     | Cile      | 6-2 |
|     | Brasile   | 5-3 |
|     | Paraguay  | 4-4 |
| 4   | Perù      | 3-5 |
| 5   | Argentina | 2-6 |